# Audi Dabwido
Daird (David) Audi Dabwido – nauruański polityk, były członek parlamentu. Uzyskał mandat poselski w pierwszych wyborach parlamentarnych w niepodległym Nauru, tj. w roku 1968 (reprezentant okręgu Meneng). Lekarz.
Jego ojcem był Bugayo Dabwido. Jego synem jest zaś Sprent, były prezydent kraju.